# Cilangkap (Tapos)
Cilangkap is een bestuurslaag in het regentschap Depok van de provincie West-Java, Indonesië. Cilangkap telt 44.531 inwoners (volkstelling 2010).